# سویسهوم (اورگن)
سویسهوم (به انگلیسی: Swisshome) یک منطقهٔ مسکونی در ایالات متحده آمریکا است که در شهرستان لین، اورگن واقع شده‌است.